# Juan José Viedma
Juan José Viedma Schenkhuizen (Heemskerk, Países Bajos, 27 de octubre de 1974) es un exfutbolista neerlandés que se desempeñaba como defensa.

## Clubes
| Club             | País         | Año       |
| ---------------- | ------------ | --------- |
| NEC Nijmegen     | Países Bajos | 1994-1996 |
| S. D. Compostela | España       | 1996-2001 |
| RBC Roosendaal   | Países Bajos | 2001-2005 |
| Almere City      | Países Bajos | 2005-2007 |